# لیژن دوئل ۲
لنوو لیژن دوئل ۲ (انگلیسی: Lenovo Legion Duel 2) که در بازار چین با نام لنوو لیژن ۲ پرو عرضه شده‌است، یک تلفن همراه است که از آن در ۸ آوریل ۲۰۲۱ رونمایی شد.

## طراحی
لیژن دوئل ۲ دارای یک برآمدگی در وسط فریم پشت گوشی است که در آن دوربین‌های پشت گوشی، چراغ‌قوه و دو عدد فن برای خنک کردن سیستم روی یک تراشه این گوشی، کوالکام اسنپ‌دراگون ۸۸۸ قرار دارد. عده‌ای این برآمدگی را از نقاط ضعف این گوشی می‌دانند. این گوشی مجهز به دو درگاه یواس‌بی سی در بالا و پایین است که برای توئین توربو شارژ ۹۰ واتی باتری ۵۵۰۰ میلی‌آمپر ساعتی این گوشی استفاده می‌شود. لیژن دوئل ۲ با رنگ‌های سفید و مشکی ارائه شده‌است.